# Clarges Street
Clarges Street est une rue de la ville de Londres. Elle est située dans la cité de Westminster, dans le quartier de Mayfair.

## Situation et accès
Clarges Street s'étend de Piccadilly à Clarges Mews. Elle est longue d’environ 225 m. Elle croise Curzon Street.
La station de métro la plus proche est Green Park, desservie par la ligne  Piccadilly.

## Origine du nom
Elle porte le nom du propriétaire sur le terrain duquel elle a été tracée, Walter Clarges.

## Historique
La rue est aménagée au début du XVIIIe siècle. Elle apparaît sur le plan de Londres publié par John Rocque en 1746.

## Bâtiments remarquables et lieux de mémoire

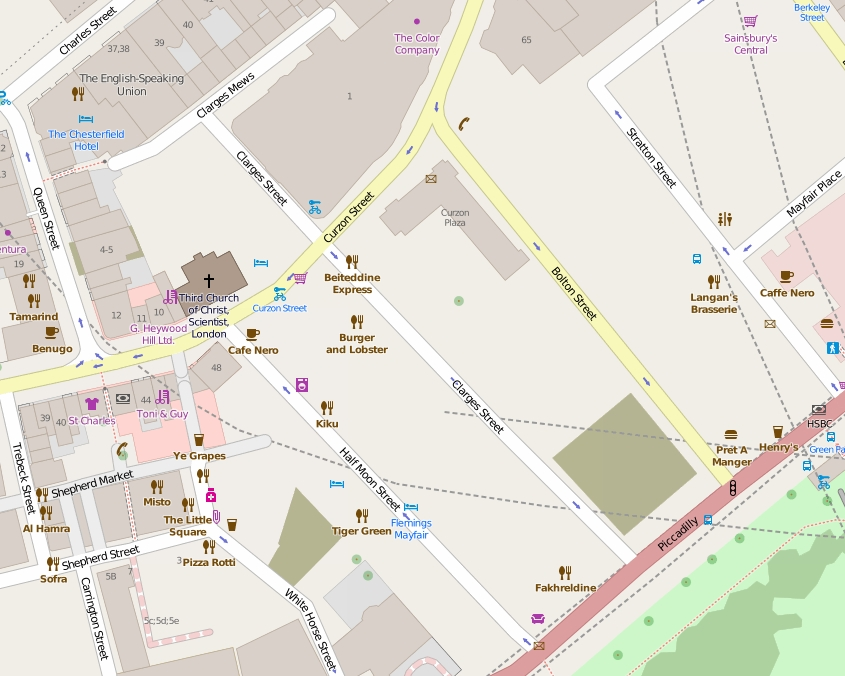
Carte du quartier.

- Nos 33-34 : bâtiment classé de grade II de la fin du XVIIIe siècle[3].
- Nos 35-36 : bâtiment classé de grade II vers 1730[4].
- Nos 43-44 : bâtiment classé de grade II vers 1730-1750[5].
- Nos 45-46 : bâtiment classé de grade II vers 1730-1750[6].

## Clarges Street dans la littérature
- Le nom de la rue est évoqué dans les Mémoires de Barry Lyndon du royaume d’Irlande de William Thackeray (1843-1844).